# Holme on the Wolds
Holme on the Wolds – wieś w Anglii, w hrabstwie East Riding of Yorkshire. Leży 23 km na północny zachód od miasta Hull i 268 km na północ od Londynu.